# Witelogeneza

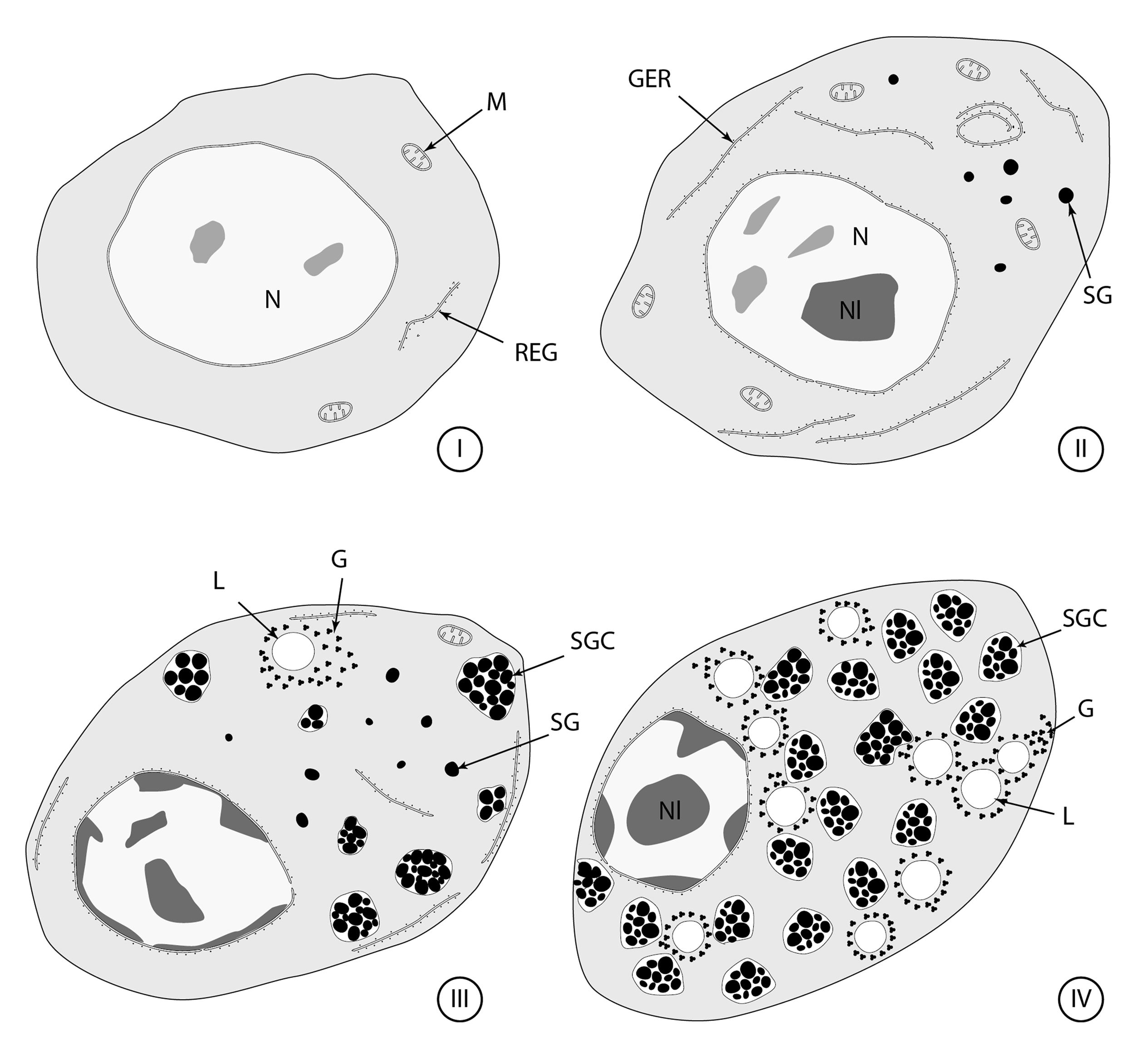
Schemat witelogenezy u przywry Crepidostomum metoecus

Witelogeneza (z łac. vitellus – „żółtko” oraz trl. koine génesis – „powstawanie”) – gromadzenie i formowanie się substancji zapasowych (żółtka) w komórce jajowej.
Wyróżnia się autosyntetyczną, w której żółtko powstaje w całości w obrębie oocytu z substancji prekursorowych przedostających się do niego biernie z płynów ciała lub za pośrednictwem komórek folikularnych oraz witaminy mikropinocytotycznej, w czasie której cząsteczki żółtka powstają poza jajem (w wątrobie i komórkach folikularnych) i pobierane są przez nie na drodze pinocytozy. Witelogenezie towarzyszy znaczny wzrost objętości oocytu oraz zwiększenie się liczby  niektórych organelli komórkowych, głównie rybosomów, siateczki śródplazmatycznej i diktiosomów.